# Distretto di Rigo
Il distretto di Rigo, in inglese Rigo District, è uno dei quattro distretti che costituiscono la Provincia Centrale della Papua Nuova Guinea.
Ha una superficie di 5.072 km² e 39.128 abitanti (anno 2000).

## Suddivisioni amministrative locali
- Rigo Central Rural
- Rigo Coastal Rural
- Rigo Inland Rural

## Città e villaggi più importanti
| - Agitana - Alepa - Alewai - Alukuni - Babaga - Babagarupu - Babaka - Bigairuka - Bonanamo - Bore - Boregaina - Dakeva Komana - Daroakomana - Deugolo - Diri Komana - Dirigolo - Dirinomu - Dubana Teboa | - Gabagaba - Gabone - Galomarupu - Gamoga - Gaunomu - Gemo - Geresi - Gidobada - Ginigolo - Girabu - Goata - Gobakigoro - Gomore - Goulupu - Gunugau - Gwaibo - Hula - Imairu | - Imuagoro - Irupara - Kalo - Kamali - Kaparoko - Karai Komana - Karawa - Karekodobu - Keapara - Kemabolo - Kemaea - Kokorogolo - Kore - Kwale - Kwalimurupu - Kwikila - Launakalana - Lebagolo | - Magautou - Makerupu - Mamalo - Manugoro - Matairuka - Niuiruka - Riwalirupu - Sabuia - Sanomu - Saroa - Saroakeina - Senunu - Sivigolo - Sivitatana - Tagana - Tauruba - Vasira - Vorakogena |